# Beat It
Beat It (englisch für „Hau ab“) ist ein Lied und eine im Februar 1983 erschienene Single von Michael Jackson. Geschrieben wurde der Song von Jackson selbst. Als Produzent wirkten Quincy Jones und Michael Jackson. Beat It ist die dritte Auskopplung nach den Singles The Girl Is Mine und Billie Jean aus dem bisher erfolgreichsten Album, Thriller (1982).
Auf „Beat It“ sind einige hochkarätige Gastmusiker zu finden. Eddie Van Halen spielte das Gitarrensolo ein. Es enthält seine bekannte Technik, das Tapping. Die Rhythmusgitarre und den E-Bass spielte bei der Aufnahme Steve Lukather, Gitarrist der US-Band Toto. Am Schlagzeug saß bei der Aufnahme von Beat It der Toto-Schlagzeuger Jeff Porcaro, die Keyboards spielte David Paich, auch er Mitglied von Toto. Lukather, Porcaro und Paich waren zu diesem Zeitpunkt begehrte Studiomusiker.
Auf Tournee spielten andere bekannte Gitarristen (z. B. Jennifer Batten für die „Dangerous“-Show, Greg Howe oder Slash).
Mit Beat It gewann Jackson zwei Grammy Awards („Single des Jahres“ und „Beste männliche Gesangsdarbietung – Rock“) und zwei American Music Awards. Zudem wurde das Video in die „Music Video Producers Hall of Fame“ aufgenommen. Das Rolling Stone Magazine führte Beat It auf Position 337 in der Liste der „500 besten Songs aller Zeiten“.

## Produktion und Musik
„Beat It“ wurde von Michael Jackson für sein Album Thriller geschrieben. Der Produzent Quincy Jones wollte einen Rock-’n’-Roll-Song auf dem Album haben, auch wenn Jackson angeblich vorher kein Interesse an diesem Genre gezeigt hatte. Jackson sagte später über Beat It:

“I wanted to write a song, the type of song that I would buy if I were to buy a rock song… That is how I approached it and I wanted the kids to really enjoy it—the school kids as well as the college kids.”

„Ich wollte einen Song schreiben, den Typ Song, den ich kaufen würde, wenn ich einen Rocksong kaufen würde… So bin ich es angegangen, und ich wollte, dass die Kinder ihn mögen. Die Schulkinder und die Kinder auf dem College.“

Nachdem Jones die ersten Gesangspassagen gehört hatte, war er der Meinung, dass es sich genau so anhörte, wie er es wollte. Der Gitarrist Eddie Van Halen, Leadgitarrist der Hard-Rock-Band Van Halen, wurde dann angefragt, das Gitarrensolo einzuspielen.
Als Van Halen von Jones kontaktiert wurde, glaubte er zuerst, es handle sich um einen Scherzanruf. Nachdem klargestellt wurde, dass dem nicht so war, nahm Van Halen sein Gitarrensolo kostenlos auf.

“I did it as a favor. I was a complete fool, according to the rest of the band, our manager and everyone else. I was not used. I knew what I was doing—I don't do something unless I want to do it.”

„Ich wollte ihnen einen Gefallen tun. Ich war, laut der Band, dem Manager und jedem anderen, ein Trottel. Ich wurde nicht ausgenutzt. Ich wusste, was ich tat – Ich mache nichts, außer ich will es tun.“

Van Halen nahm seinen Beitrag auf, nachdem Jones und Jackson bei ihm zu Hause eine Rohfassung des Songs vorgestellt hatten. Der Rhythmus-Gitarrist auf Beat It, Steve Lukather, erinnert sich: „Ursprünglich rockten Eddie und ich den Song aus und er spielte ein gutes Gitarrensolo. Quincy dachte aber, dass der Song so zu hart wäre. Daher reduzierte ich die Verzerrung meiner Gitarre, und das wurde dann veröffentlicht.“ Der Song war einer der vier letzten, die für Thriller fertiggestellt wurden. Die anderen waren Human Nature, P.Y.T. (Pretty Young Thing) und The Lady in My Life.
Auf dem Album, direkt vor dem Gitarrensolo, kann ein Klopfen wahrgenommen werden, ähnlich einem Klopfen an einer Tür. Angeblich soll dies tatsächlich durch eine an die Tür klopfende Person in Van Halens Aufnahmestudio geschehen sein. Andere Quellen besagen, dass es sich hierbei einfach um den Gitarristen selbst gehandelt habe, der auf seine Gitarre klopft.
Der Text von „Beat It“ handelt von Niederlagen und Courage. Er wurde als „trauriger Kommentar über die menschliche Natur“ beschrieben. Die Textzeile „don’t be a macho man“ steht angeblich für Jacksons Abneigung gegenüber Gewalt und den Misshandlungen, die er in seiner Kindheit durch seinen Vater Joseph Jackson erfuhr.
Der Song ist in Es-Moll geschrieben und hat ein relativ schnelles Tempo von 132 Beats per minute. Jacksons Gesangslage reicht von H3 bis D5.

## Veröffentlichung
„Beat It“ wurde am 1. Februar 1983 in den USA veröffentlicht, nach den erfolgreichen Chartplatzierungen von „The Girl Is Mine“ und „Billie Jean“. Frank DiLeo, der Vizepräsident von Epic Records, überzeugte Jackson, den Song zu veröffentlichen, während „Billie Jean“ noch unterwegs zur Spitze der Charts war. DiLeo, der später Jacksons Manager wurde, prophezeite, dass beide Songs simultan in den Top 10 bleiben würden. „Billie Jean“ blieb für sieben Wochen an der Spitze der US-Charts, bevor es von „Come on Eileen“ abgelöst wurde. Der Song der Dexys Midnight Runners blieb für eine Woche an der Spitze, bevor Jackson mit „Beat It“ wieder den Spitzenplatz übernahm.
„Billie Jean“ und „Beat It“ waren beide gleichzeitig in den Top 5 vertreten; nur wenigen Künstlern gelang es, zwei Singles gleichzeitig in den Top 5 zu halten. „Beat It“ blieb für drei Wochen auf Platz 1 der Charts. Der Song war ebenfalls ein Nummer 1 Hit in den amerikanischen R&B singles charts und kam auf Nummer 14 in den Hot Mainstream Rock Tracks des Billboard Magazines in den USA.

“The uncredited guitarist who whipped out the fluttering, squealing solo on this ode to macho cowardice was Eddie Van Halen. The aerodynamic metal flight pumped crossover fuel that would boost the success of ’Thriller’ — a gimmick Jackson would flog later with spots from Slash and Carlos Santana. Without the Van Halen precedent, there might have been no collaboration of Run-DMC and Aerosmith on the 1986 rap/rock version of ’Walk This Way’.”

„Der unbenannte Gitarrist, der das flatternde und kreischende Solo in dieser Ode zur Macho-Feigheit aus dem Ärmel schüttelte, war Eddie Van Halen. Das aerodynamische, Metal, fluggepumpte Crossover Benzin, welches ‚Thriller‘ zu diesem Erfolg antrieb – Ein Trick den Jackson später mit Auftritten von Slash und Carlos Santana noch weiter ausnützen würde. Ohne Van Halens Auftritt hätte es womöglich nie eine Zusammenarbeit zwischen Run-D.M.C. und Aerosmith auf dem 1986er Rap/Rock Song ‚Walk This Way‘ gegeben.“

In einem Rolling Stone Review beschreibt Christopher Connelly „Beat It“ als den besten Song auf „Thriller“. Zusätzlich sagt er, dass es sich „nicht um einen Disco-AOR-Track handle“ und sagt über den „raffinierten Dance Track“: „Jacksons Stimme erhebt sich über die Melodie, Eddie Van Halen schaut mit einem glühenden Gitarrensolo vorbei.“ Allmusics Stephen Thomas Erlewine sagt, dass der Song „hart“ und gleichzeitig „eingeschüchtert“ wirkt. Robert Christgau nannte den Song, in welchem „Eddie van Halen seine Macht im Auftrag des Antimachotums verwendet“, den „Triumph und den Thriller“. Slant Magazine war der Ansicht, dass der Song eine „atypische Spielerei mit dem Rockidiom“ sei. Im Stylus Magazine war man erstaunt darüber, dass Van Halen ein Rock-Gitarrensolo auf einem R&B-Album spielte. Der Song wurde ebenfalls von Jacksons Biograph J. Randy Taraborrelli gelobt, der den Song als „ungestüm“ bezeichnete.
„Beat It“ gewann etliche Auszeichnungen. Bei den Grammy Awards von 1984 gewann er zwei der acht Awards, die Jackson an diesem Abend erhielt. Dabei handelte es sich um die Auszeichnung für den Song des Jahres und die beste stimmliche Rock-Performance. „Beat It“ gewann auch den Billboard Music Award für die beliebteste Dance-/Disco-12"-LP im Jahre 1983.

## Musikvideo
Das Musikvideo für „Beat It“ verhalf Jackson zu einer internationalen Pop-Ikone aufzusteigen. Der Regisseur war Bob Giraldi, der Choreograph Michael Douglas Peters. Im Video beschäftigte sich Jackson zum ersten Mal mit der schwarzen Jugend auf den Straßen. Beide Titel, „Beat It“ und „Thriller“ beinhalten eine Massenchoreographie von synchronisierten Tänzern, ein Markenzeichen Jacksons. Im Video spielten etwa 80 echte Gang-Mitglieder, für die authentische Wirkung, und 18 professionelle Tänzer mit. Inspiriert vom Broadway-Musical West Side Story, kostete das Video Jackson etwa 150'000 US-Dollar. CBS hatte sich zuvor geweigert, den Clip zu finanzieren. Die präsentierte Choreographie öffnete viele Türen für Tänzer in den USA.
Der Clip beginnt mit einer in einem Diner zirkulierenden Nachricht. Es würde zu einem Kampf kommen. Die gleiche Szene spielt sich danach in einer Billardhalle ab. Die Kamera schwenkt dann zu einer Szene, in der Michael Jackson auf einem Bett liegt und die sinnlose Gewalt betrachtet. Nachdem der Sänger den Tumult hört, den die Gangs auslösen, verlässt er seinen Raum. Mit einer roten Lederjacke bekleidet tanzt Jackson seinen Weg durch die Billardhalle bis zum Kampf. In einer Halle trifft er dann auf die Gangs, deren Leader gerade einen Messerkampf durchführen. Jackson unterbricht dann den Kampf und startet eine Tanzchoreographie. Das Video endet damit, dass die Mitglieder der Gangs sich Jacksons Tanz anzuschließen, da sie erkennen, dass Gewalt nicht die Lösung ist.
Das Musikvideo wurde mit vielen Auszeichnungen versehen. Die American Music Awards kürten es zum besten Pop/Rock-Video und zum besten Soul-Video. Die Black Gold Awards ehrten Jackson mit der Auszeichnung für das beste Video. Die Billboard Video Awards verliehen „Beat It“ sieben Auszeichnungen. Der Kurzfilm wurde vom „Rolling Stone Magazine“ als Nummer 1 Video in deren Leser- und Redaktionswertung gewählt. Das Video wurde später in die 'Music Video Producer’s Hall Of Fame' aufgenommen.

## Live
Am 4. Juli 1984 spielte Jackson „Beat It“ mit seinen Brüdern während der Victory Tour der Jacksons. Die Brüder wurden auf der Bühne von Eddie Van Halen begleitet, der sein Gitarrensolo live spielte. Der Song wurde zu einem der Markenzeichen Jacksons. Er sang das Lied auf allen seinen Welt-Tourneen. Der Mitschnitt vom 1. Oktober 1992 im Rahmen der Dangerous Tour wurde auf der DVD der „Michael Jackson: The Ultimate Collection“ Box veröffentlicht. Später wurde die DVD auch separat als „Live in Bucharest: The Dangerous Tour“ veröffentlicht. Jackson sang den Song ebenfalls bei seinem „30th Anniversary Special“, bestehend aus zwei Konzerten, zur Feier seiner 30-jährigen Solokarriere. Bei diesen Konzerten spielte Slash die Leadgitarre.
Bei Jacksons Konzerten begann er den Song jeweils auf einer Hebebühne stehend. „Beat it“ war neben „Thriller“, „Wanna Be Startin’ Somethin’“ und „Billie Jean“ der einzige Song, der auf allen Solo-Tourneen Jacksons gespielt wurde. Auch auf der This Is It-Konzertreihe wäre „Beat It“ gespielt worden.

## Errungenschaften
Michael Jacksons „Beat It“ gilt als eines der erfolgreichsten und bekanntesten Lieder in der Geschichte der Pop-Musik. Sowohl der Song als auch das Video hatten einen enormen Einfluss auf die Pop-Kultur. Er gilt auch als einer der Pioniere für die schwarze Rockmusik und ist einer der essenziellen Titel auf Thriller. Eddie Van Halen wurde für sein Solo gelobt. Es soll dabei geholfen haben, das Lied zu einer der meistverkauften Singles aller Zeiten gemacht zu haben.
Kurz nach der Veröffentlichung wurde Beat It für die Alkoholpräventionskampagne der National Highway Safety Commission mit dem Namen „Drinking and Driving Can Kill a Friendship“ (Trinken und Fahren kann deine Freundschaft töten) verwendet. Das Lied war ebenfalls auf dem dazugehörigen Album zu finden. Jackson erhielt von Präsident Ronald Reagan eine Auszeichnung im Weißen Haus. Dies war eine Anerkennung für seinen Einsatz in der Kampagne.

„Michael Jackson ist der beste Beweis dafür, was man erreichen kann, mit einem Lebensstil ohne Alkohol und Drogen. Die jungen Leute und die alten Leute respektieren das. Wenn Amerika seinem Beispiel folgen würde, könnten wir uns gegen das Problem des Autofahrens unter Einfluss von Alkohol erheben. Wir könnten, in Michaels Worten, es besiegen (auf English Beat it)“

Beat It wurde im Jahre 2005 in einer von Sony Ericsson durchgeführten Wahl als das viertbeliebteste Lied der Welt gekürt. Über 700.000 Menschen aus 60 Ländern nahmen an dieser Abstimmung teil. Die Wähler aus Großbritannien wählten Billie Jean als die Nummer 1, vor dem Song Thriller. Zudem waren fünf weitere Lieder von Michael Jackson in den Top 10.
Das Magazin Rolling Stone wählte das Stück in der Liste der 500 besten Songs aller Zeiten. Darüber hinaus nahm die Rock and Roll Hall of Fame Beat It in die Liste der „500 Lieder, die den Rock and Roll geprägt haben“, auf. Als der Song 2006 im Zuge der Visionary-Kampagne neu veröffentlicht wurde, erreichte er Position 15 der britischen Charts. Der Song wurde in TV-Werbungen für Firmen wie Budweiser, eBay, Burger King, Delta Airlines, Juicy Fruit Gum, Game Boy, Coldwell Banker, nPower und der NFL verwendet.

## Besetzung
- Produziert von Michael Jackson und Quincy Jones
- Komponiert und getextet, Gesang und Backgroundgesang – Michael Jackson
- Gitarrensolo – Eddie Van Halen
- E-Gitarre – Paul Jackson Jr.
- E-Gitarre, E-Bass – Steve Lukather
- Schlagzeug – Jeff Porcaro
- Keyboard – Bill Wolfer
- Synclavier – Tom Bahler
- Rhodes Piano, Synthesizer – Greg Phillinganes
- Synthesizer, Synthesizerprogrammierung – Steve Porcaro

## Kommerzieller Erfolg

### Chartplatzierungen
| ChartsChartplatzierungen       | Höchstplatzierung | Wochen |
| ------------------------------ | ----------------- | ------ |
| Deutschland (GfK)              | 2 (34 Wo.)        | 34     |
| Österreich (Ö3)                | 6 (10 Wo.)        | 10     |
| Schweiz (IFPI)                 | 2 (24 Wo.)        | 24     |
| Vereinigte Staaten (Billboard) | 1 (25 Wo.)        | 25     |
| Vereinigtes Königreich (OCC)   | 3 (22 Wo.)        | 22     |

| ChartsJahrescharts (1983)    | Platzierung |
| ---------------------------- | ----------- |
| Deutschland (GfK)            | 30          |
| Vereinigtes Königreich (OCC) | 39          |

### Auszeichnungen für Musikverkäufe
Die Single wurde ein paar Monate nach der Veröffentlichung mit Gold ausgezeichnet, für Verkäufe von mehr als einer Million Einheiten. Im Jahre 1989 erhielt die Standard-Format-Single die Platin-Auszeichnung, da mittlerweile nur noch eine Million Verkäufe nötig für diese Ehrung waren. Total lag die Anzahl der legalen Downloads bis zum März 2009 in den USA bei 668'000.ri
| Land/Region                  | Auszeichnungen für Musikverkäufe (Land/Region, Auszeichnung, Verkäufe) | Verkäufe   |
| ---------------------------- | ---------------------------------------------------------------------- | ---------- |
| Australien (ARIA)            | Platin                                                                 | 70.000     |
| Dänemark (IFPI)              | 2× Platin                                                              | 180.000    |
| Deutschland (BVMI)           | Platin                                                                 | 500.000    |
| Frankreich (SNEP)            | Platin                                                                 | 1.000.000  |
| Italien (FIMI)               | Platin                                                                 | 100.000    |
| Japan (RIAJ)                 | Platin                                                                 | 200.000    |
| Kanada (MC)                  | 6× Platin                                                              | 480.000    |
| Mexiko (AMPROFON)            | Diamant · + Gold                                                       | 330.000    |
| Neuseeland (RMNZ)            | 3× Platin                                                              | 90.000     |
| Niederlande (NVPI)           | Gold                                                                   | 100.000    |
| Spanien (Promusicae)         | Gold                                                                   | 30.000     |
| Vereinigte Staaten (RIAA)    | 8× Platin · + Gold (Mastertone)                                        | 8.500.000  |
| Vereinigtes Königreich (BPI) | 3× Platin                                                              | 1.800.000  |
| Insgesamt                    | 4× Gold · 27× Platin · 1× Diamant ·                                    | 13.380.000 |

Hauptartikel: Michael Jackson/Auszeichnungen für Musikverkäufe

## Alben, Filme, Singles mitBeat It

### Über oder von Michael Jackson
- 1987: Michael Jackson – Mega Star.
- 1987: The Magic Returns. Michael Jackson
- 1988: The Legend Continues. Michael Jackson
- 1992: Michael Jackson Live in Bucharest: The Dangerous Tour.
- 1993: Michael Jackson Talks… to Oprah: 90 Primetime Minutes with the King of Pop.
- 1995: Video Greatest Hits – HIStory. Michael Jackson
- 1995: Scream – HIStory in the Making. Michael & Janet Jackson
- 1997: HIStory on Film – Volume II. Michael Jackson
- 1999: Michael Jackson and Friends: A Concert for Kosovo’s Children.
- 2001: Michael Jackson: 30th Anniversary Celebration Michael Jackson
- 2003: The Michael Jackson Interview: The Footage You Were Never Meant to See.
- 2003: Living with Michael Jackson: A Tonight Special.
- 2003: Number Ones. Michael Jackson
- 2004: The One. Michael Jackson
- 2004: Michael Jackson and the Boy He Paid Off.
- 2004: Man in the Mirror: The Michael Jackson Story.
- 2005: Behind the Scenes at the Michael Jackson Trial.

### Sonstige
- 1984: Alvin und die Chipmunks TV-Sendung
- 1989: Zurück in die Zukunft II: Als Hintergrundsong in einem 80er-Jahre-Café zur Filmzeit 2015
- 2001: Zoolander
- 2002: Undercover Brother

## Coverversionen
Eine Coverversion dieses Songs erschien 2008 auf dem Live-Album ****: Live in Phoenix der Band Fall Out Boy. Bereits 1984 hatte Weird Al Yankovic mit Eat It eine Parodie auf Beat it veröffentlicht, die Platz 12 der amerikanischen Charts erreichte.
- 2007: Raintime
- 2008: Michael Jackson feat. Fergie
- 2008: Fall Out Boy
- 2010: Pierce the Veil